# Badnjevice
Badnjevice je tvrđava u kanjonu Suvaje kod Donjeg Prološca, općina Proložac. Predstavlja zaštićeno kulturno dobro.

## Opis dobra
Srednjovjekovna tvrđava Badnjevice nastala je na više razina u kanjonu Suvaje u vremenu od kraja 14. do 16/17. stoljeća. Visoko iznad tvrđave, na rubu kamenite visoravni, smještena je samostalna visoka kvadratna kula. Tvrđava je radi svog smještaja izrazito nepristupačna te iz istog razloga i zapuštena.

## Zaštita
Pod oznakom Z-4461 zavedena je pod vrstom "nepokretna kulturna baština - pojedinačna", pravna statusa zaštićena kulturnog dobra, klasificirano kao "vojne i obrambene građevine".